# OR4N4
OR4N4 (англ. Olfactory receptor 4N4) – білок, який кодується однойменним геном, розташованим у людей на короткому плечі 15-ї хромосоми. Довжина поліпептидного ланцюга білка становить 316 амінокислот, а молекулярна маса — 35 724.
| 10         |  | 20         |  | 30         |  | 40         |  | 50         |
| ---------- |  | ---------- |  | ---------- |  | ---------- |  | ---------- |
| MKIANNTVVT |  | EFILLGLTQS |  | QDIQLLVFVL |  | ILIFYLIILP |  | GNFLIIFTIR |
| SDPGLTAPLY |  | LFLGNLAFLD |  | ASYSFIVAPR |  | MLVDFLSEKK |  | VISYRGCITQ |
| LFFLHFLGGG |  | EGLLLVVMAF |  | DRYIAICRPL |  | HCSTVMNPRA |  | CYAMMLALWL |
| GGFVHSIIQV |  | VLILRLPFCG |  | PNQLDNFFCD |  | VRQVIKLACT |  | DMFVVELLMV |
| FNSGLMTLLC |  | FLGLLASYAV |  | ILCHVRRAAS |  | EGKNKAMSTC |  | TTRVIIILLM |
| FGPAIFIYMC |  | PFRALPADKM |  | VSLFHTVIFP |  | LMNPMIYTLR |  | NQEVKTSMKR |
| LLSRHVVCQV |  | DFIIRN     |  |            |  |            |  |            |

A: Аланін

C: Цистеїн

D: Аспарагінова кислота

E: Глутамінова кислота

F: Фенілаланін

G: Гліцин

H: Гістидин

I: Ізолейцин

K: Лізин

L: Лейцин

M: Метіонін

N: Аспарагін

P: Пролін

Q: Глутамін

R: Аргінін

S: Серин

T: Треонін

V: Валін

W: Триптофан

Кодований геном білок за функціями належить до рецепторів, g-білокспряжених рецепторів, білків внутрішньоклітинного сигналінгу. 
Локалізований у клітинній мембрані, мембрані.